# Болгария в Первой мировой войне
Третье Болгарское царство вступило в Первую мировую войну 14 октября 1915 года на стороне Центральных держав, объявив войну Сербии.
В начале войны Болгария провозгласила нейтралитет, однако вскоре правительство Болгарии приняло решение выступить на стороне держав Центрального блока. Болгарские войска участвовали в операциях против Сербии и Румынии, воевали на Салоникском фронте. За время войны болгарские войска заняли значительную часть территории Сербии, Румынии и Греции. В сентябре 1918 года войскам противника удалось прорвать фронт болгарской армии, и 29 сентября 1918 года Болгария была вынуждена подписать Солунское перемирие со странами Антанты.
В 1919 году был заключён Нёйиский договор, по которому Болгария, как проигравшая в войне сторона, потеряла часть территории и населения.

## Предыстория

### Балканские войны

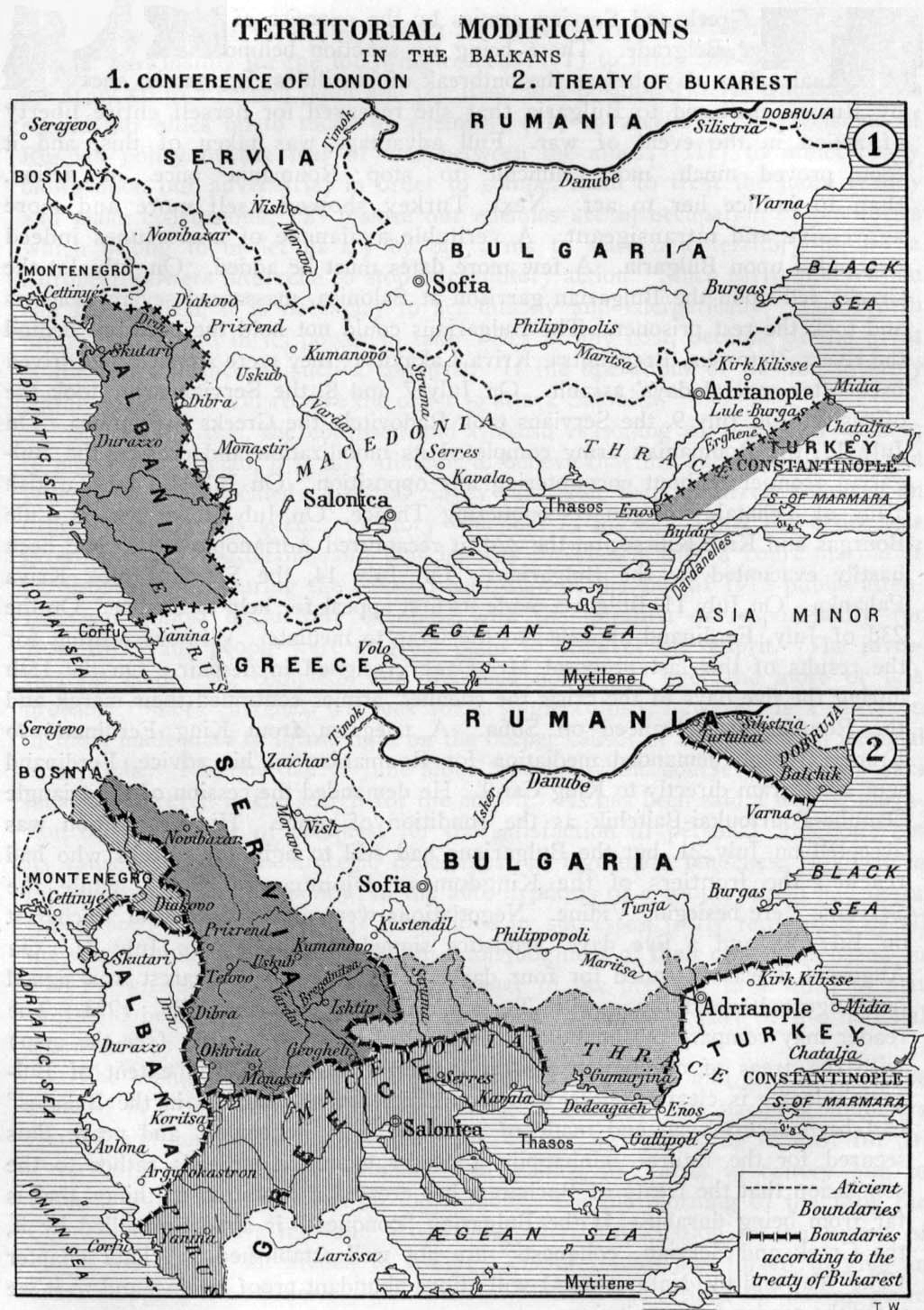
Карта выпущена в 1914 году и демонстрирует спорные территории Балканского полуострова — «пороховой бочки Европы». Размежевание по Лондонской конференции перед войной (сверху) и окончательные границы после Второй Балканской войны по Бухарестскому миру (снизу)

22 сентября 1908 года в Софии было провозглашено Болгарское царство. Князь Фердинанд I провозгласил себя царём Болгарии, что означало полную независимость от Османской империи. После этого болгарское государство поставило цель расширить свои границы и стать крупнейшей державой на Балканах.
В 1912 году Болгария вместе с другими странами Балканского союза начала войну против Турции, известную как Первая Балканская война. В мае 1913 года война завершилась полной победой балканских союзников над Османской империей. По Лондонскому мирному договору Болгария приобрела провинцию Фракию с выходом к Эгейскому морю, а также часть Македонии.
Однако победившие страны не сумели мирно согласовать раздел захваченных у Турции территорий. Сербия и Болгария одновременно претендовали на Македонию, Греция спорила с Болгарией по Фракии. Румыния также предъявляла территориальные претензии к Болгарии. Эти противоречия переросли во Вторую Балканскую войну, в которой Сербия, Греция,Черногория выступили против Болгарии, после чего и независимо от них, против Болгарии выступили Румыния и Османская империя. В очередной войне объединённые силы довольно быстро нанесли поражение болгарским войскам.
По условиям победителей часть Македонии отходила к Сербии, другая часть к Греции. Южная Добруджа досталась Румынии, а Османская империя вернула себе часть утраченных после Первой Балканской войны территорий. После поражения в Болгарии развились настроения реваншизма. Болгарский царь Фердинанд I, как утверждают, после подписания договора произнёс фразу «Ma vengeance sera terrible». Желание вернуть отобранные провинции стало главной причиной, побудившей Болгарию вступить в мировую войну.
После этого Болгария фактически имела территориальные претензии ко всем своим соседям. Этот факт делал трудным поиск стратегических союзников в регионе.

### Ситуация в Болгарии после Балканских войн
После поражения во Второй Балканской войне внутриполитическая ситуация в Болгарии была очень напряжённой. Поражение в межсоюзнической войне было расценено как «Первая национальная катастрофа», которая вызвала острый политический кризис в стране. В сложившихся условиях правительство Стояна Данева было вынуждено подать в отставку. После этого по инициативе царя Фердинанда I было сформировано новое коалиционное правительство в которое вошли представители трёх либеральных партий.
Премьер-министром стал Васил Радославов, во внешней политике, ориентировавшийся на Германию и Австро-Венгрию. Фердинанд I с пренебрежением относился к Радославову и часто не считал должным скрывать своё пренебрежительное и грубое отношение к премьер-министру даже на приёмах иностранных дипломатов. Но Фердинанд понимал, что прогерманская ориентация Радославова необходима Болгарии в будущем.
После окончания межсоюзнической войны и формирования нового кабинета министров, в конце 1913 года и в начале 1914 года в Болгарии проходили парламентские выборы. Весной 1914 года на внеочередных парламентских выборах правительство смогло утвердиться, получив небольшой перевес над оппозиционными партиями.
Помимо укрепления внутриполитических позиций, правящие круги занялись укреплением и позиций внешнеполитических. Фердинанд отправил в отставку министра иностранных дел Николу Генадиева, назначив на этот пост Радославова, который теперь совмещал два поста. Желание вернуть территории (в первую очередь Македонию), утраченные в ходе Второй Балканской войны толкало болгарское руководство к активным действиям. Рассчитывая в удобный момент вернуть Македонию (вошедшую в состав Сербии) при помощи Германии и Австро-Венгрии вынуждало царя убрать из армии русофильских болгарских генералов. Так например генерал Радко-Дмитриев был отправлен посланником в Россию.

#### Реваншизм
После поражения в болгарском обществе стали крайне популярны идеи реваншизма. Газеты «Утро», «Дневник» и «Камбана», настроенные прогермански, вели активную антисербскую пропаганду. В этих изданиях высказывались мысли о том, что Болгария проиграла войну, поскольку страны Антанты (в том числе и Россия) поддержали врагов Болгарии — Грецию и Сербию. Стали издаваться новые патриотические издания «Народ и армия», «Военная Болгария», пропагандировавшие идеи «силы и первенства» Болгарии и укрепления армии. При поддержке царского двора стал выходить вестник министерства обороны «Отечество». В газетах правительственных партий публиковали антисербские и антироссийские статьи. Радикальные политические деятели часто в открытую заявляли о необходимости реванша. Помимо этого тяжёлая ситуация с беженцами из Македонии, Фракии, Южной Добруджи усиливала позиции реваншистов.
Оппозиционные политические партии были противниками прогерманского курса правительства и в большинстве своём являлись сторонниками стран Антанты. Демократическая партия, Народная партия, Радикально-демократическая партия, некоторые представители БРСДП, лидер БЗНС Стамболийский придерживались идеи строгого нейтралитета Болгарии, однако при благоприятных обстоятельствах эти оппозиционные политики допускали вступление Болгарии в мировую войну, но только лишь на стороне Антанты.

### Внешняя политика Болгарии

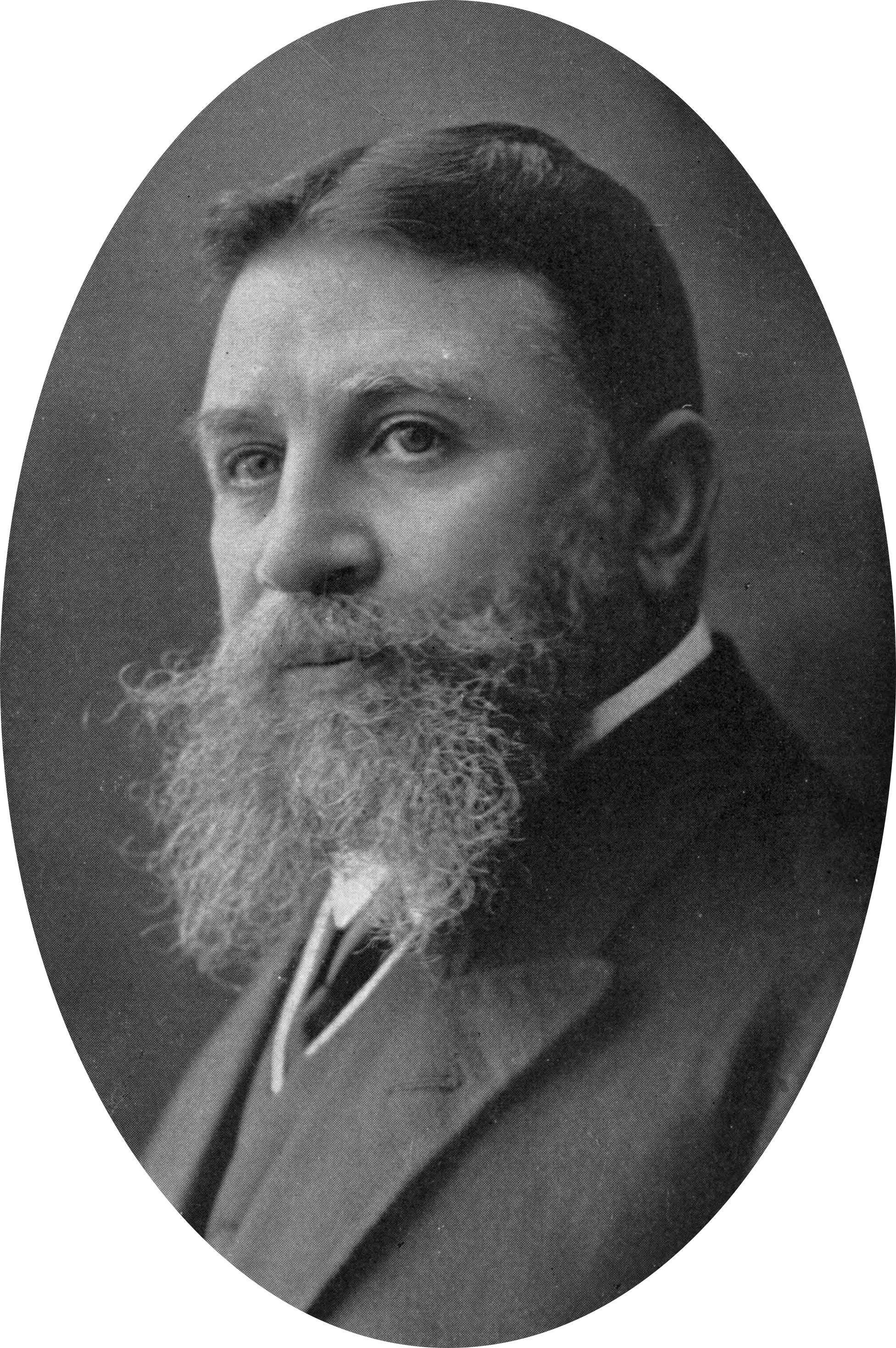
Премьер-министр Болгарии Васил Радославов

Болгария имела выход к Чёрному и Эгейскому морям, занимала важное стратегическое положение на Балканском полуострове, имея общую границу со всеми значительными балканскими государствами. Внешнеполитическая программа правительства Болгарии была направлена на возвращение утраченных после Второй Балканской войны территорий. Правительство Радославова надеялось на возможность пересмотра Бухарестского мирного договора и на включение в состав Болгарии Македонии, греческой Кавалы, Восточной Фракии и Южной Добруджи.
До начала Первой мировой войны обе коалиции Великих держав — Антанта и Тройственный союз, осознавая важность положения Болгарии на Балканском полуострове, пытались установить своё влияние в стране и заручиться поддержкой Болгарии в будущем конфликте. Особую активность проявляла австро-венгерская дипломатия. Это объяснялось тем, что главным соперником Австрии на Балканах являлась Сербия, Болгария также считала главным противником сербское королевство. Этот фактор делал вполне возможным оформление австро-болгарского союза. Вследствие этого Австро-Венгрия до начала мировой войны проявляла значительно больше активности в попытках установить союз с Софией. Главную роль в деле привлечения Болгарии к союзу с Германией и Австрией играл посол Австро-Венгрии в Болгарии Адам Тарновский.
В начале 1914 года руководство Германии не разделяло желание австро-венгерского руководства заручиться поддержкой Болгарии в случае военного конфликта на Балканах. Вильгельм II не считал поверженную в ходе Второй Балканской войны Болгарию надёжным союзником. Кайзер заявлял, что Греция или Румыния являются более приоритетными государствами на Балканах. Вследствие этого Берлин до начала войны долгое время не давал разрешения Австрии на активные действия в отношении Болгарии. В этих условиях Тарновский не отвергал мысль о том, что австро-болгарский союз будет заключён, однако заявлял болгарскому руководству, что для его заключения необходимо выждать подходящий момент.
После прихода к власти правительства Радославова влияние России в стране было подорвано. В попытках восстановить своё влияние в Болгарии русская дипломатия терпела неудачи. Россия предлагала передать Болгарии важный порт Кавала на эгейском побережье, однако Франция и Великобритания не поддержали эту инициативу. Попытки русских дипломатов восстановить Балканский союз также потерпели фиаско. После этого к кабинету Радославова российское правительство было настроено враждебно.
Во время переговоров министра финансов Болгарии в Берлине и Вене российский и французский послы в Болгарии провели ряд встреч с лидерами оппозиционных партий и приближёнными болгарского царя. На этих встречах дипломаты Антанты говорили об опасности выбранного кабинетом Радославова пути. Помимо этого обсуждались действия, которые вынудят правительство уйти в отставку, планировалось помешать заключению болгарско-германского финансового соглашения. Эти меры по противодействию германо-болгарскому сближению проводились только послами России и Франции. Британский посол в Софии заявил, что по указанию из Лондона он занимает позицию нейтралитета.

#### Экономическая ситуация в Болгарии. Поиски кредиторов
Во время Балканских войн болгарское правительство было вынуждено брать займы у банковских консорциумов различных стран. Однако наиболее часто кредиторами болгарского правительства являлись французские банки. В конце 1913 года Болгария была вынуждена снова искать возможность получения займа за рубежом. Для этого министр иностранных дел Генадиев отправился в Париж, а министр финансов Димитр Тончев в Вену и Берлин.
Во время переговоров в Париже Генадиеву дали понять, что заём возможен только при условии отказа кабинета Радославова от курса сближения с Австрией и Германией. Позиция Парижа была согласована с российским руководством. Ни Франция, ни Россия не желали укреплять позиции правительства Радославова.
Министр финансов Тончев в Берлине начал переговоры о предоставлении займа Болгарии немецкими и австрийскими банками. Условием предоставления займа стало строительство железной дороги к эгейскому побережью. Страны Антанты понимали, что длительные и обстоятельные переговоры между болгарской делегацией в Австрии и Германии велись не только вокруг финансов.
Тончев по указанию царя и премьер-министра стремился к заключению соглашения о займе в Германии и Австро-Венгрии. Пользуясь сложным экономическим положением в Болгарии, Германия навязала болгарской делегации ряд дополнительных условий. В середине июня 1914 года руководство Болгарии приняло решение о заключении соглашения с австрийскими и германскими финансистами.

#### Финансовое соглашение Болгарии с Германией и Австро-Венгрией
В условиях подписания болгарско-германского финансового соглашения, по инициативе правительств Франции и России, представители банка Перье направили болгарскому правительству предложение о займе в 500 млн франков без каких-либо политических условий и обременительных приложений. Таким образом французское предложение являлось значительно более выгодным, чем условия германских банков. Однако правительство Болгарии политические мотивы ставило выше экономических. В этих условиях предложение французских финансистов было скрыто от болгарской общественности.
12 июля 1914 года было подписано соглашение: германский банковский концерн «Disconto-Gesellschaft» предоставил Болгарии заём в размере 500 млн франков, в соответствии с условиями которого правительство Болгарии принимало обязательство израсходовать 100 млн франков из полученного займа, разместив военный заказ на предприятиях Германии и Австро-Венгрии; кредиторы получали право на строительство железной дороги Михайлово — Хасково — Лагос и гавани в Лагосе, а также безвозмездную концессию на эксплуатацию каменноугольных шахт в Пернике и Бобов-Доле. В целом, после вычетов на уплату процентов, погашение старых займов и оплату новых заказов в казну должно было поступить около 50 млн франков (около 10 % от суммы займа). После подписания соглашения, германское влияние на Болгарию значительно усилилось.
После этого в Народном собрании Болгарии развернулась борьба за утверждение законопроекта о займе. В ходе рассмотрения закона Радославов и Тончев утверждали, что лишь германские банки предоставили Болгарии заём, не выдвигая политических требований. В ходе заседания началась шумиха, и закон фактически без обсуждения был принят Народным собранием. После утверждения парламентом Фердинанд I подписал новый закон о займе у австрийских и германских кредиторов.

## Болгария в начале мировой войны

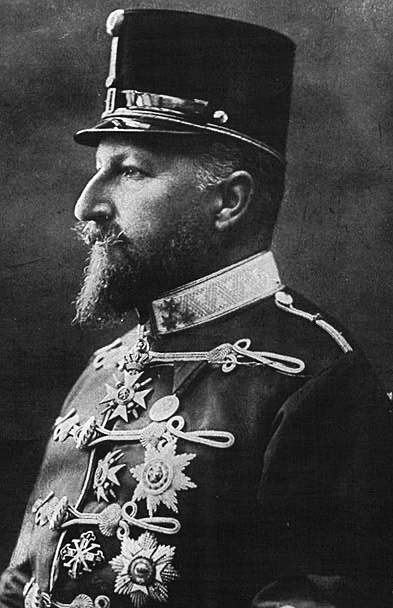
Царь Болгарии Фердинанд I

28 июля 1914 года Австро-Венгрия объявила войну Сербии, началась Первая мировая война. Болгария заявила о своём нейтралитете, однако болгарское правительство понимало, что для того, чтобы вернуть утраченные территории, участвовать в мировой войне придётся. Австро-сербский вооружённый конфликт давал надежду болгарскому руководству вернуть в состав Болгарии Македонию. 1 августа премьер Радославов, выступая в Народном собрании, заявил о готовности Болгарии соблюдать нейтралитет до окончания мировой войны. Однако через несколько дней Радославов имел встречи с послами Австро-Венгрии и Германии, которые внушали мысль о том, что настал момент для решения «македонского вопроса».
Однако несмотря на прогерманский курс и антисербскую позицию правительства, руководство Болгарии не стремилось спешить со вступлением в войну. Болгары заняли выжидательную позицию, наблюдая за тем, в чью пользу идут боевые действия. Правительство Болгарского царства стремилось получить надёжные гарантии обещаний территориальных приращений за вступление в войну на стороне той или иной коалиции. В первые дни войны Радославов имел также встречи с российским послом, который был уверен, что Болгария не вступит в войну против своей освободительницы — России. Радославов убеждал министра иностранных дел России Сазонова, что Болгария будет придерживаться нейтралитета в войне.
После того, как Османская империя подписала тайный союзный договор с Германией и фактически присоединилась к Центральным державам, германские и австро-венгерские послы делали предложения Болгарии заключить союзный договор с Турцией. Однако напряжённые отношения Болгарии и Османской империи из-за Западной Фракии, которая после Первой Балканской войны вошла в состав Болгарии, осложняли переговоры Турции и Болгарии, которые начались по инициативе австро-венгерских и германских послов в Софии и Константинополе. Всё же 19 августа представители Болгарии и Османской империи подписали договор о дружбе. Однако несмотря на некоторые успехи в налаживании болгарско-турецких отношений, этот договор не являлся прочным стабилизатором отношений Софии и Константинополя. Этот договор так и не был ратифицирован и не оказал влияние на ситуацию на Балканах в начале войны.
После того, как Османская империя в ноябре 1914 года объявила войну странам Антанты и вступила в войну на стороне Центральных держав, у дипломатов Антанты появилась возможность предложить болгарскому руководству часть территорий Турции после войны. Однако отсутствие единой позиции Франции, Британии и России мешало формированию единой политической линии Антанты на Балканах. Особенно это касалось британских дипломатов, которые часто воздерживались от поддержки инициатив французской и русской дипломатии в отношении Болгарии.

### Нейтралитет
1 ноября 1914 года правительство Болгарии официально подтвердило свой нейтралитет после вступления в войну Османской империи. Осознав, что Болгария не собирается в данный момент становиться союзницей Центральных держав, Германия и Австро-Венгрия приняли решение выстроить стратегическую линию для вовлечения Болгарии в войну на своей стороне. Болгарское руководство, приняв во внимание успехи сербских войск в войне с Австрией, нейтральную позицию других балканских государств (Греция, Румыния) приняло решение занять выжидательную позицию. Также несмотря на усилия правительства по идеологической подготовке возможного участия Болгарии в походе против Сербии, идея выступления на стороне Центральных держав была крайне непопулярна в стране.
Болгарское общество, пережившее Балканские войны, не испытывало энтузиазма по поводу возможного участия Болгарии в мировом конфликте. В течение кампании 1914 года для стран Антанты остро встал вопрос о снабжении Сербии необходимыми средствами. Запрос России о пропуске через территорию Болгарии русских транспортов с зерном для Сербии, кабинет Радославова категорически отклонил. В свою очередь транспорты из Германии и Австрии с разрешения болгарского правительства следовали по территории Болгарии в Османскую империю. Эти факты давали понять дипломатам Антанты, что симпатии болгарской правящей элиты на стороне блока Центральных держав.
Однако были факты, показывающие, что власти Болгарии колебались. Весной 1915 года Болгария бесплатно пропустила через свою территорию госпиталь Александровской общины РОКК. Также на Кавказский фронт выехал болгарский госпиталь на 150 коек, организованный на средства, собранные Славянским обществом Болгарии, который там продолжал работать на стороне России некоторое время даже после того, как Болгария вступила в войну. В 1916 году власти Болгарии заставили персонал своего госпиталя вернуться из России в болгарскую армию и в обмен отпустили захваченный в Сербии эпидемиологический русский отряд.

### Деятельность иностранных дипломатий в Болгарии
Австро-венгерская и германская дипломатия начали свою активную деятельность в Болгарии после начала мировой войны. В августе 1914 года австрийские и немецкие дипломаты преподнесли Фердинанду проект союзного договора между Центральными державами и Болгарией. В первых числах сентября в Софию прибыл личный представитель немецкого императора герцог Иоганн Альбрехт Мекленбургский. Немецкий и австро-венгерский послы вели активную деятельность в Болгарии.
В этих условиях дипломаты Антанты также вели свою работу в стране. Вступление Турции в войну на стороне Австрии и Германии и тяжёлое положение Сербии делали участие Болгарии в войне очень важным для Антанты. Несмотря на то, что император России Николай II и президент Франции Пуанкаре питали личную неприязнь к болгарскому царю, они понимали возрастающую роль Болгарии не только в плане балканского театра военных действий, но и в плане всей войны. По инициативе российского министерства иностранных дел, дипломаты Антанты начали обсуждения размеров возможных территориальных приращений Болгарии, которыми можно заманить Софию на свою сторону.
Однако во время этих переговоров традиционные британо-российские противоречия на Балканах и на Черноморских проливах не позволили выработать единую позицию с Сербией, которую пытались склонить к передаче части Македонии в состав Болгарии. В итоге долгой работы российских, британских и французских представителей, 7 декабря 1914 года болгарскому правительству был вручён документ, в котором говорилось о том, что если Болгария сохранит нейтралитет в войне, она получит незначительную территориальную компенсацию в Восточной Фракии за счёт Османской империи. В случае вступления в войну на стороне Антанты, болгарскому правительству сулили расширение территориальных приращений в Восточной Фракии. 9 декабря болгарское правительство дало ответ посланникам Антанты о своём намерении соблюдать нейтралитет.
В конце 1914 года руководство Болгарии не торопилось со вступлением в войну. Антивоенные настроения в народе, победы войск Антанты в конце года и успехи сербской армии в декабре отрезвляюще подействовали на высшие правящие круги болгарского государства.

### «Македонский вопрос»
В октябре 1914 года члены ВМОРО, которые с разрешения болгарского правительства имели базы на территории Болгарии начали партизанскую войну на территории сербской Вардарской Македонии. В ноябре 1914 деятельность боевых групп ВМОРО в сербской Македонии крайне активизировалась. Болгарские четники действовали только на территории сербской Македонии, но не греческой, чтобы не давать повод Греции для действий против Болгарии.
Эти меры по активизации антисербской деятельности в Македонии были одобрены Германией и Австро-Венгрией. В октябре лидер ВМОРО Александр Протогеров посетил Вену по приглашению министра иностранных дел Австро-Венгрии Берхтольда. Германская сторона активно поддерживала действия ВМОРО в Македонии. Германия выдвинула план создания на территории сербской Македонии сети боевых групп ВМОРО общей численностью более 25 000 человек.
Кроме того практически все слои болгарского общества считали Македонию болгарской исконной территорией и желали присоединения Вардарской Македонии к Болгарскому царству. Политики, ориентировавшиеся на австро-германский блок, также как и проантантовские политики поддерживали идею о присоединении Македонии. Правые политические силы заявляли о «руководящей роли Болгарии на Балканах» и о планах создания Великой Болгарии.

## Переговоры с Болгарией

### Ситуация в начале 1915 года
В начале 1915 года правительство Болгарии предпринимает попытки выведать позиции ряда государств по балканским вопросам. Для этих целей в Париж и Рим отправился бывший министр иностранных дел Генадиев. В ходе переговоров в Риме, итальянцы заверили Генадиева, что готовы поддержать претензии Болгарии на Македонию.
В январе 1915 года австрийские и германские банки предоставили новые займы Болгарии в размере 150 млн. марок. Австро-Венгрия и Германия активно использовали финансы в привлечении Болгарии на свою сторону. Немцы и австрийцы финансировали болгарские газеты, подкупали политиков и оказывали финансовую помощь прогерманским политическим силам. В ответ на это болгарское руководство в феврале 1915 года снова дало разрешение на пропуск через территорию Болгарии грузов в Османскую империю.
Антанта также предпринимала определённые шаги в Болгарии. Начало Дарданелльской операции должно было способствовать разрешению правительством Радославова на использование союзниками болгарских портов Дедеагач и Бургас. Помимо этого в феврале и марте в Софию прибыли французский аристократ герцог де Гиз (двоюродный племянник Фердинанда), французский генерал По и британский генерал Пейджет, которые беседовали с Фердинандом о преимуществах Болгарии в случае выступления на стороне Антанты. Также страны Антанты начали финансирование газет и политиков в Болгарии по примеру Австрии и Германии. Таким образом проантантовскими газетами стали: «Балканский курьер», «Балканский сговор», «Заря».
В 1915 году обострилась ситуация в Македонии. При поддержке австрийского военного атташе в Болгарии ВМОРО активизировало свои действия в сербской Македонии. В апреле отряд турок и боевиков ВМОРО совершил в районе села Валандово нападение на силы сербских полицейских, охранявших железную дорогу. Этот инцидент вызвал протест со стороны Сербии и представителей Антанты в Софии. В ответ болгарское правительство заявило, что Болгария не имеет отношения к этому акту и это дело рук турецких четников. Эта акция в Македонии фактически являлась попыткой Австрии и Германии создать конфликт между Сербией и Антантой с одной стороны и Болгарией с другой стороны. Однако в апреле 1915 года болгарское правительство не определилось, внимательно следя за боевыми действиями между войсками обеих коалиций. Победы войск Центральных держав на Восточном фронте были омрачены вступлением в войну Италии на стороне Антанты. В это время болгарское правительство начинает активные переговоры с представителями обеих коалиций.

### «Болгарское лето»

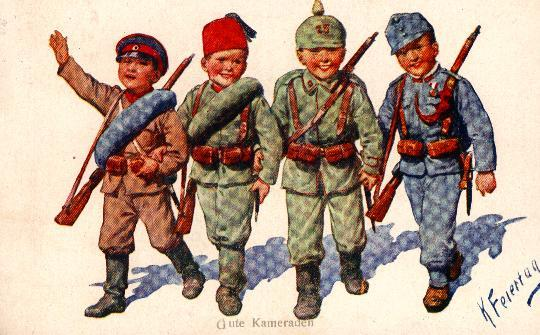
Открытка времён Первой мировой войны. Центральные державы изображены в образе детей

29 мая 1915 года представители Антанты передали болгарскому правительству документ, в котором Болгарии предлагали выступить на стороне стран Согласия. В случае выступления Болгарии против Османской империи, страны Антанты гарантировали возвращение Восточной Фракии в состав Болгарского царства. Союзники также заявляли о том, что начнут переговоры с сербским правительством о передаче некоторой части Вардарской Македонии и обязуются вступить в переговоры с греческим и румынским правительствами для урегулирования вопросов о Эгейской Македонии и Южной Добрудже. Кроме этого Антанта гарантировала Болгарии финансовую помощь. 14 июня болгарское правительство в ответ на эту ноту держав Антанты потребовало определения чётких границ тех территорий в Вардарской и Эгейской Македонии, которые должны войти в состав Болгарии.
После этого задача дипломатов Антанты стала фактически невыполнимой. Помимо балканских разногласий среди Великих держав, переговоры с Сербией, а в особенности с Грецией и Румынией зашли в тупик. Правительства этих стран не имели никакого желания терять территории, приобретённые после Второй Балканской войны. Кроме того, среди представителей Франции, Великобритании и России не было единого мнения о способах привлечения Болгарии в войну на стороне держав Согласия. Британия считала малореалистичным и нецелесообразным добиваться от Сербии передачи части Македонии в состав Болгарии. Французские политики считали более целесообразным привлечение Греции в стан Антанты. Таким образом неудача в переговорах с сербским премьером Пашичем, с правительствами Греции и Румынии и внутренние разногласия среди держав Антанты помешали выработать дипломатам согласованную и чёткую позицию по Болгарии.
В свою очередь Центральные державы однозначно заявили, что в случае выступления Болгарии на их стороне Болгария получит всю Македонию, Фракию, а также Южную Добруджу (если Румыния вступит в войну на стороне Антанты). Помимо этого Германия обязалась предоставить Болгарии военный заём на сумму 500 млн марок.
Болгарское правительство желало вернуть в свой состав территории, отторгнутые после Второй Балканской войны. На этих территориях проживало большое количество болгар. Кроме того, в середине 1915 года на фронтах Первой мировой войны сложилась неблагоприятная ситуация для стран Антанты. На Восточном фронте австро-германские войска успешно вели наступление против русской армии. Османская армия успешно оборонялась в Дарданелльской операции, а англо-французские войска не могли прорвать германский фронт на Западе.
Эти факторы сыграли решающую роль для болгарского правительства. Будучи уверенным, что победа будет за блоком Центральных держав, а Болгария получит все обещанные территории, царь Фердинанд I, настроенный прогермански, принял окончательное решение выступить на стороне Центральных держав.

## Состояние армии и мобилизация

### Состояние и вооружение армии
После завершения Балканских войн в конце 1913 года Болгария увеличила закупки оружия и боеприпасов в Австро-Венгрии и Германии. В болгарских военных училищах расширился приём курсантов, а в армии интенсивно велась переподготовка офицерских и унтер-офицерских кадров с учётом опыта закончившейся войны. Унтер-офицеры проходили подготовку в учебных командах при частях войск. Офицеры готовились в Софийском военном училище, также многие офицеры болгарской армии имели зарубежное военное образование, преимущественно полученное в России.
Сухопутные войска Болгарии состояли из полевой армии (её запаса), резервной армии, народного ополчения и запасных войск. Запасные войска были сформированы после мобилизации для пополнения потерь действующей армии. Военное министерство состояло из штаба армии, канцелярии, главного интендантства, инспекций кавалерии, артиллерии и военно-инженерных подразделений, военно-судебной и военно-санитарной инспекций. Срок действительной военной службы составлял в пехоте 2 года, в других родах войск 3 года. Воинская повинность была всеобщей, и призыву подлежали все болгарские подданные мужского пола от 20 до 46 лет. Мусульманам (помаки и турки) разрешалось вместо воинской службы выплачивать военный налог в течение 10 лет. В ходе войны болгарским мусульманам разрешалось поступать на службу в османскую армию.
Система комплектования армии была территориальной. Дивизионные области, пополнявшие дивизии, делились на полковые округа, а полковые округа на дружинные районы для пополнения батальонов.

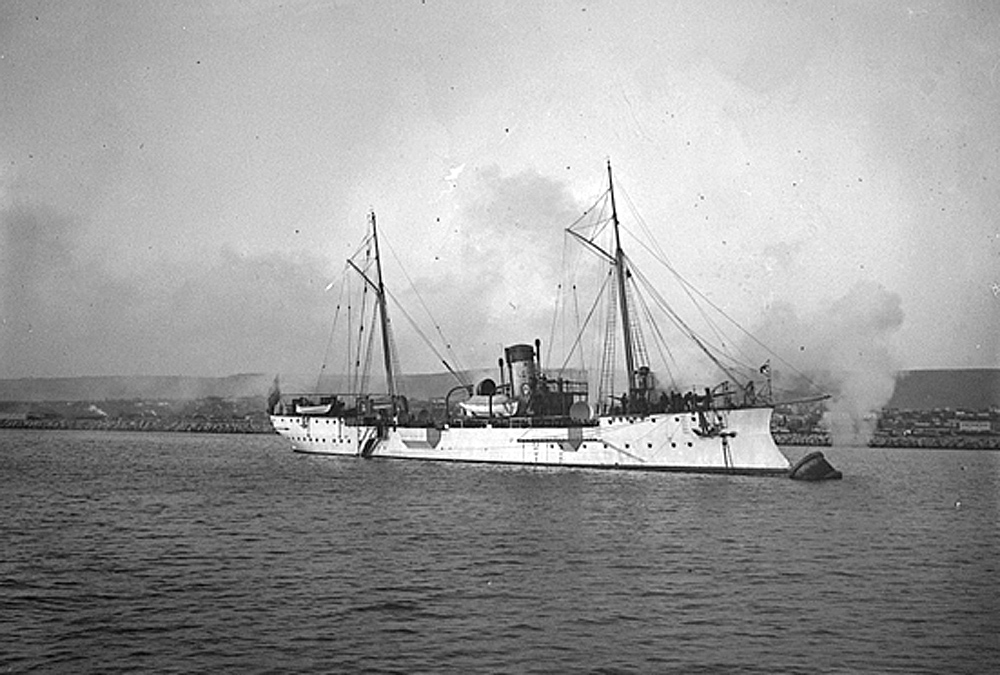
Крейсер болгарского флота «Надежда»

Болгарская пехота преимущественно была вооружена австрийскими винтовками системы Mannlicher M1895 калибра 8 мм. (образца 1895), 1890 и 1888 гг., которые являлись штатными винтовками болгарской армии. Помимо этих образцов на вооружении находилось небольшое число винтовок Мосина образца 1891 года (закупленных в России во время Балканских войн), трофейных турецких винтовок Маузера (которые были захвачены во время Первой Балканской войны), Мартини-Маузер, винтовок Бердана и винтовок Крнка. Помимо винтовок, на вооружении сухопутных войск находились пистолеты Парабеллум, револьверы Smith & Wesson русского образца и пулемёты Максима.
Болгарская кавалерия была вооружена шашками, немецкими артиллерийскими саблями A.S. 1873 и австрийскими карабинами Mannlicher M 1895. Конезаводство в Болгарии не могло полностью обеспечить потребность армии в лошадях, поэтому в начале XX века Болгария покупала лошадей в Австро-Венгрии и России.
Артиллерия делилась на полевую, крепостную и горную. На вооружении болгарских артиллеристов состояли французские и германские пушки и гаубицы систем Шнейдера и Круппа. В 1915 году в болгарской армии имелось 428 75-мм полевых орудий, 103 75-мм горных орудия и 34 120-мм гаубицы. После проведения мобилизации в составе болгарской армии насчитывалось 85 легковых автомобилей, 25 грузовиков и 8 санитарных машин. Бронеавтомобилей в болгарских вооружённых силах не было.
Также на момент вступления в Первую мировую войну в Болгарии существовали 2 воздухоплавательных отделения численностью 124 человека, из которых 7 были пилотами и 8 наблюдателями. Авиация Болгарии имела 2 немецких аэроплана Albatros B.I, 2 французских Blériot IX-2 и 1 Blériot IX-bis. Кроме этого 27 сентября 1915 года в Болгарию прибыли 3 немецких аэроплана Fokker E.III для защиты Софии от налётов противника.
Болгарская армия являлась лучшей армией стран Балканского полуострова. На высоком уровне была поставлена боевая подготовка, командование вооружённых сил уделяло большое внимание усовершенствованию армии. Важнейшие полевой и пехотный уставы переиздавались и соответствовали требованиям времени. После Балканских войн значительная часть армии имела боевой опыт. Армию Болгарии можно было считать обеспеченной современными на тот момент видами вооружения и техники. Однако отсутствие развитой военной промышленности делало Болгарию зависимой от поставок вооружения из-за рубежа.
Вооружение болгарской армии на 10 сентября 1915 года:
| Наименование оружия          | Количество |
| ---------------------------- | ---------- |
| Пулемёты Максима             | 248        |
| Карабины Mannlicher          | 9513       |
| Винтовки Mannlicher M1888    | 251 713    |
| Винтовки Бердана             | 54 912     |
| Винтовки Мосина              | 46 056     |
| Винтовки Крнка               | 12 800     |
| Винтовки Mauser              | 12 982     |
| Винтовки Martini-Mauser 1908 | 3614       |
| Трофейные сербские винтовки  | 995        |
| Пистолеты Parabellum         | 3957       |
| Револьверы Smith & Wesson    | 1112       |
| Шашки и сабли                | 19 000     |

### Болгария вступает в войну

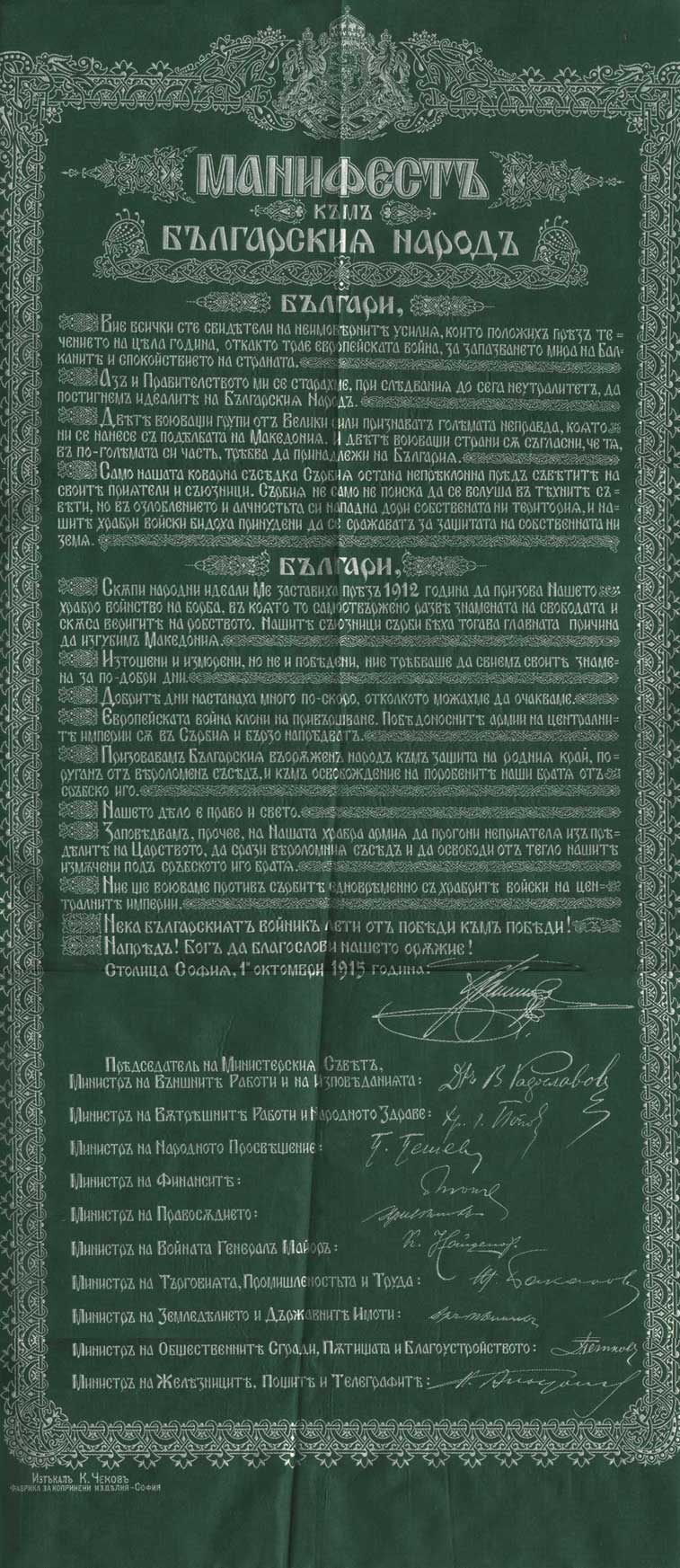
Манифест болгарского царя Фердинанда І, объявляющий войну Сербии

6 сентября 1915 года в столице Болгарии Софии была подписана конвенция между Германией и Болгарией. Болгарию представлял министр иностранных дел Васил Радославов, а Германию — Георг Михаэлис.
В конвенции говорилось, что Германия и Австро-Венгрия выставят не менее 6 дивизий, Болгария обязуется выставить не менее 4 дивизий для проведения операции против Сербии. Общее командование всеми войсками в операции возлагалось на германского генерал-фельдмаршала Августа фон Макензена. Также германская сторона обязалась оказывать Болгарии финансовую и материальную поддержку. Также было оговорено, что Болгария не будет предпринимать агрессивных действий против Греции и Румынии, если эти страны продолжат соблюдать нейтралитет. В свою очередь Болгария обязывалась обеспечить возможность доставки материальных грузов из Османской империи в Германию и наоборот. Размер займа Болгарии был определён в 200 млн марок, также Софии переходили сербские земли в Македонии, и территории, отошедшие по Бухарестскому миру 1913 года к Греции и Румынии (в случае вступления этих стран в войну на стороне Антанты).

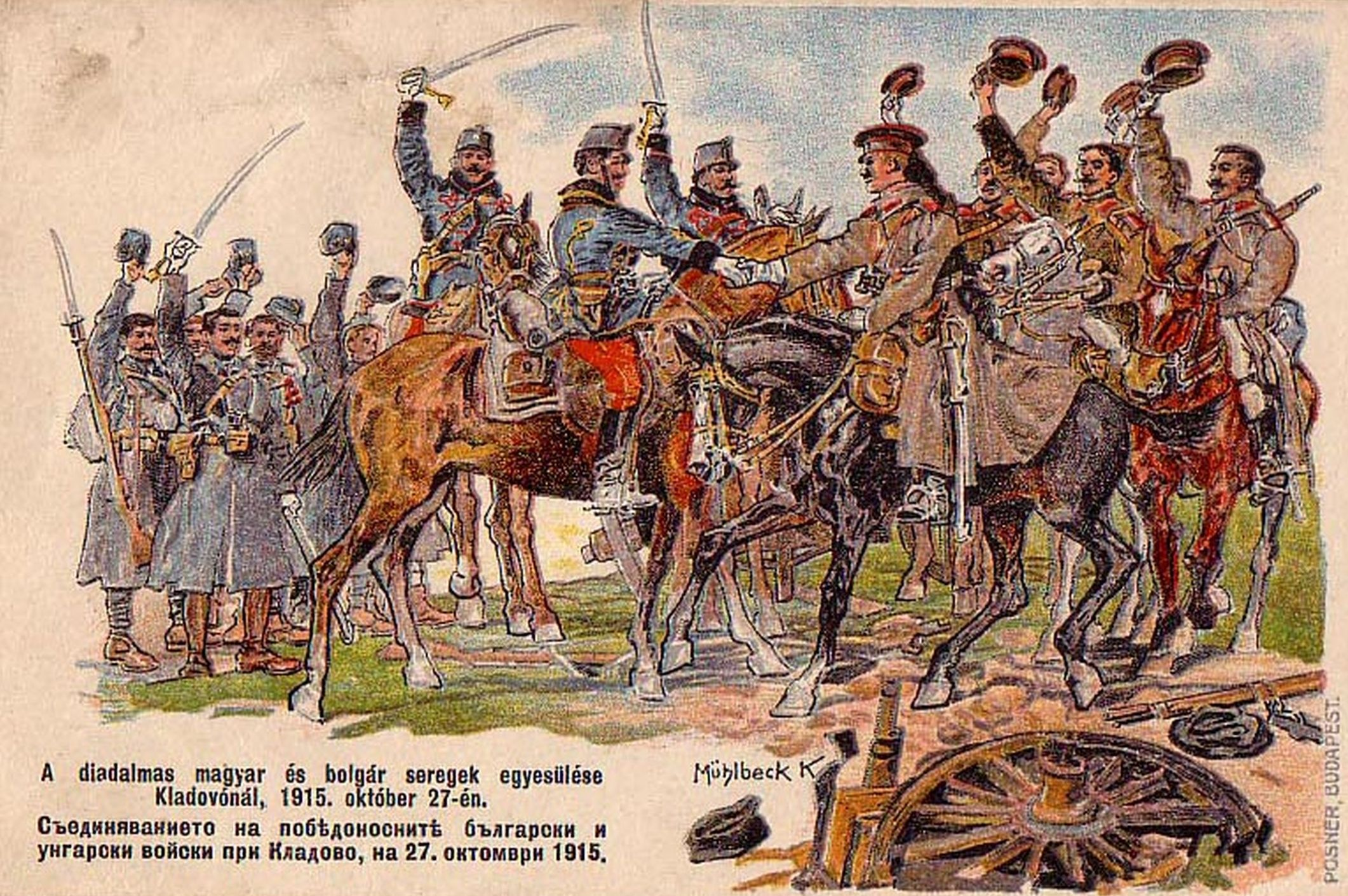
Болгарский плакат времён Первой мировой войны. Соединение болгарских и венгерских войск в Кладово

В это время Антанта ещё предпринимала отчаянные попытки вовлечь Болгарию в войну на своей стороне. 15 сентября 1915 года Антанта обратилась к болгарскому правительству с гарантией передать Болгарии часть территории сербской Македонии, которая отошла к Сербии после Второй Балканской войны. Однако эти предложения были уже явно запоздалыми. Кроме того, эти обещания территориальных приращений были намного меньше, чем те территории, которые обещала передать Болгарии Германия.
Однако всё уже было решено: после подписания необходимых документов 21 сентября 1915 года в Болгарии была объявлена мобилизация.
После начала мобилизации в Болгарии сербский воевода Путник выступил с предложением нанести удар по Болгарии, чтобы не дать ей завершить подготовку к войне и вывести из войны, однако это предложение было отклонено военным командованием Сербии.

## Болгария в войне

### Кампания 1915 года

#### Операция против Сербии

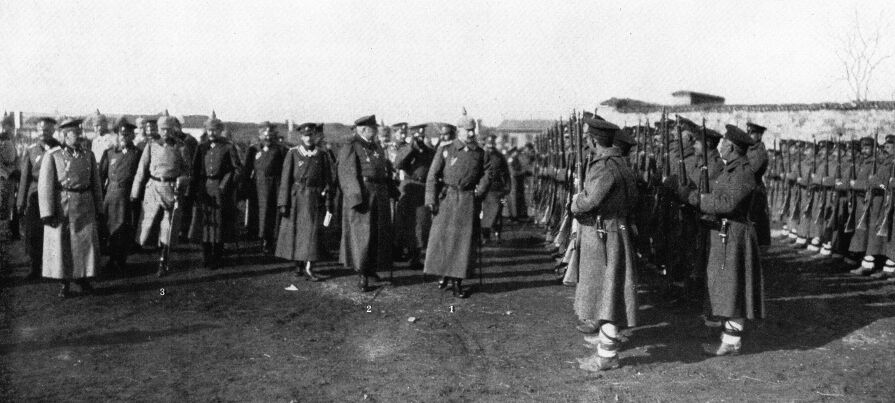
Вильгельм II, Фердинанд I и генерал Макензен в оккупированном Нише

Болгария имела возможность мобилизовать 28 возрастных классов, что составило в общем до 500 тыс. чел. При полном напряжении страна могла поставить под ружьё 12 дивизий по 20 000 чел. в каждой (в дивизии — 18 батальонов и от 36 до 72 орудий) (240 000 человек) с современным вооружением.
14 октября Болгария, объявив войну Сербии, вступила в Первую мировую войну. В ответ на это на следующий день страны Антанты объявили войну Болгарии. В этот же день, 15 октября, болгарские войска начали наступление, перейдя болгарско-сербскую границу. Болгарские войска общей численностью до 300 000 человек атаковали сербские войска. 1-я болгарская армия под командованием генерала Бояджиева (4 пехотные дивизии) завязала ожесточённые бои с сербскими армиями. Сначала болгарские войска встретили ожесточённое сопротивление и продвигались довольно медленно. 24 октября болгары заняли Пирот, а сербские войска полностью отошли за Тимок. В этих ожесточённых боях болгарские войска нанесли сербским армиям очень тяжёлые потери, захватив 60 орудий.
Далее части 1-й болгарский армии продолжили наступление и 10 ноября заняли Ниш, соединившись там с австро-германскими войсками, которые вели наступление с севера. Затем болгарские части продолжили наступление против ослабленных сербских войск в Косово, где болгарские войска также успешно продвигались, нанося поражения сербским подразделениям.

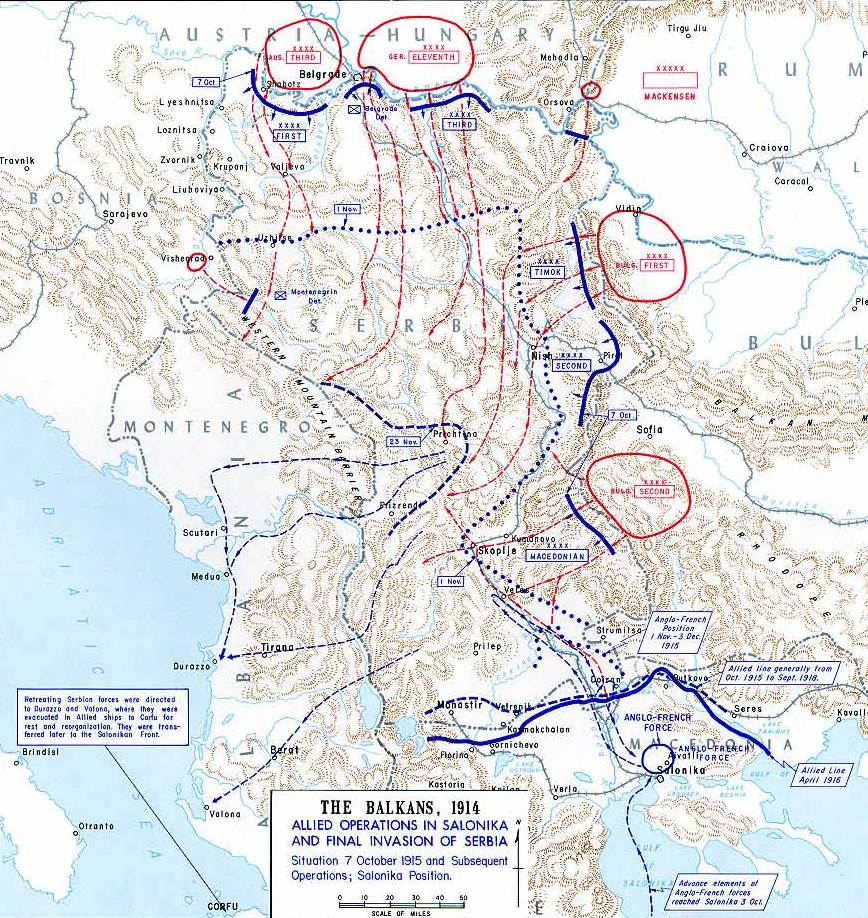
Боевые действия на Балканах, 1915 год

2-я болгарская армия под командованием генерала Тодорова (2 пехотные и 1 кавалерийская дивизии), практически не встретив сопротивления, довольно быстро продвинулась к реке Вардар и заняла населённый пункт Вранье и большой участок железной дороги, связывавший Сербию с союзным экспедиционным корпусом в Салониках. Это поставило под угрозу окружения основную часть сербской армии. Англо-французские дивизии, чтобы восстановить связь с сербской армией, в конце октябре выдвинулись из Салоник к реке Черна. Здесь также находились части 2-й болгарской армии, перед которыми стояла задача не допустить прорыва союзных войск и восстановления связи экспедиционных сил в Салониках и сербской армии.

Территория Сербии, оккупированная войсками Центральных держав
Территории, оккупированные Австро-Венгрией
Территории, аннексированные Болгарией

В развернувшемся сражении у местечка Криволак в Македонии болгарские войска стойко сдерживали атаки союзников (которые понесли тяжёлые потери до 6.000 человек) и помешали дальнейшему продвижению союзных войск. После неудачных атак у Криволака англо-французские дивизии были вынуждены отступить и возвратиться обратно в Салоники, не достигнув поставленных задач.
Затем 2-й болгарской армии была поставлена задача завершить окружение сербских войск, для чего она была усилена ещё одной пехотной дивизией. Однако упорные атаки болгар были отражены сербскими войсками, это замедлило продвижение 2-й болгарской армии и дало возможность сербским войскам отойти к Монастиру.
После этого операцию против Сербии можно было считать завершённой. Сербские войска были разбиты австро-германо-болгарскими армиями. Вся территория страны оккупирована войсками Центральных держав. Однако окружить и полностью уничтожить сербскую армию не удалось, её оставшаяся часть вышла к побережью Адриатического моря и была эвакуирована на остров Корфу. Во многом окружить сербские войска не удалось из-за действий 2-й болгарской армии, которая не смогла выполнить поставленную задачу.
Благодаря вступлению в войну Болгарии и успешных действий болгарских войск в кампании 1915 года против сербских и англо-французских войск Центральным державам удалось выполнить поставленную задачу по разгрому Сербии и Черногории.

### Кампания 1916 года

#### Салоникский фронт
После разгрома сербской армии и оккупации территории Сербии единственной силой Антанты на Балканах оставался экспедиционный корпус в Салониках (Греция) численностью 150 000 человек. По настоянию германского командования болгарские войска не стали переходить греческую границу, чтобы не дать повод Греции выступить на стороне Антанты. Помимо болгарских войск, на Балканах также находились и германские части.
Болгарские войска заняли следующие позиции: 1-я армия располагалась в районе озера Охрид, 11-я германская армия (в составе которой находились 1,5 болгарские дивизии) заняла район севернее озера Дойран. 2-я болгарская армия заняла район Струмицы.

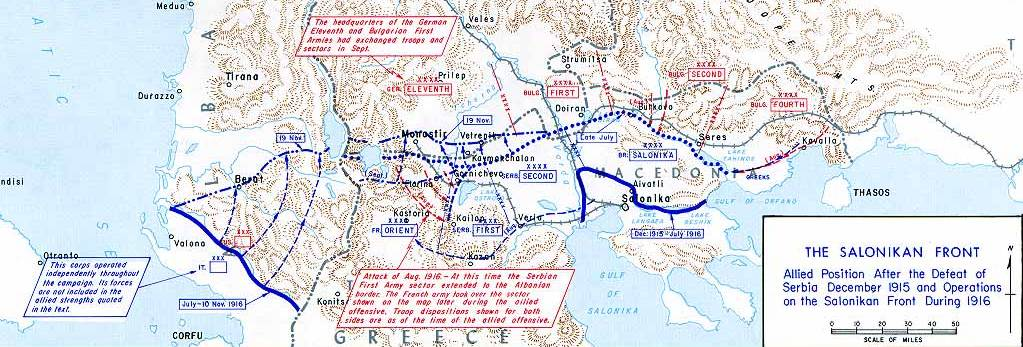
Боевые действия на Салоникском фронте, 1916 год

Германо-болгарским войскам противостояли союзные войска, которые к марту 1916 года были усилены сербскими войсками с острова Корфу, а также несколькими англо-французскими дивизиями и артиллерией.
Однако стороны никаких активных действий не предпринимали, на Салоникском фронте установилось затишье, боевые действия приобрели характер позиционных. Активные боевые действия начались в августе 1916 года.
У озера Дойран четыре англо-французские дивизии предприняли попытку прорвать болгарский фронт. После мощной артподготовки 9 августа 1916 года англо-французские войска предприняли атаку болгарских позиций, однако атака закончилась неудачей. Вскоре союзники провели ещё четыре атаки (10, 15, 16 и 18 августа) на позиции болгарской армии у Дойрана, однако все попытки прорвать фронт провалились. Болгарские войска стойко оборонялись, а союзные войска понесли тяжёлые потери.

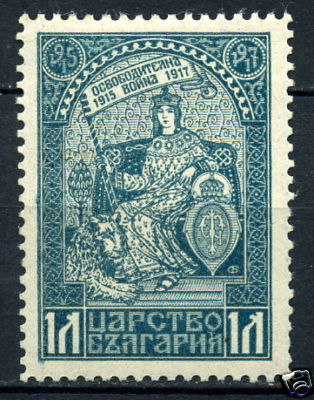
Болгарская марка (не вышедшая в обращение), посвящённая участию Болгарии в Первой мировой войне

В свою очередь болгарское командование силами 1-й и 2-й армий провело наступательную операцию в долине реки Вардар. Наступление началось 17 августа, болгарское командование планировало прорвать фронт союзных войск, однако главной цели болгарским войскам добиться не удалось. В результате проведённой операции части 1-й болгарской армии овладели Флориной. Болгарские войска заняли территорию в 2500 квадратных километров. К 27 августа наступление окончательно прекратилось из-за нехватки боеприпасов, преимущества Антанты в артиллерии и резервах.
Одновременно с этим болгарское командование предприняло ещё одно наступление в районе реки Струма. 17 августа болгарские войска после артиллерийской подготовки перешли в наступление. Наступление развивалось довольно быстрыми темпами, обороняющиеся на этом участке французские войска понесли тяжёлые потери. Болгары продвинулись далеко вглубь территории Греции, выйдя к побережью Эгейского моря. К 23 августа болгарские части занимают всю территорию к востоку от реки Струма. Болгарские армии захватили около 4000 квадратных километров, за время наступления болгарские подразделения продвинулись в среднем на 80-90 километров. В результате этого наступления протяжённость Салоникского фронта сократилась на 100—120 километров, что позволило освободить некоторые подразделения болгарской армии для переброски на другие участки фронта. Это наступление имело важнейшее значение, потому что в результате него было сорвано наступление союзных войск, намечавшееся на 20 августа. Помимо этого, болгарские войска интернировали 464 офицеров, 6373 солдат и 15 орудий греческой армии. Эти силы были вывезены в Силезию (Германская империя), где находились до окончания войны. Это имело важнейшее значение, поскольку эти войска не были использованы греческой армией, после вступления Греции в войну на стороне Антанты.
Однако всё же 1 сентября союзные войска провели наступательную операцию против болгарских войск, и им удалось выйти на те рубежи, которые они занимали до болгарского наступления. Также в сентябре в высокогорных районах на горе Каймакчалан происходило сражение между болгарскими и сербскими войсками. Упорные атаки сербов болгары отражали с помощью артиллерии, которая нанесла сербским войскам тяжёлые потери. После упорных боёв, в результате которых пик несколько раз переходил из рук в руки, к 30 сентября сербским войскам всё же удалось захватить гору.
В октябре — ноябре союзные войска (сербские, русские и французские) провели наступательную операцию и овладели важными пунктами в Македонии.
После этого в ноябре начались холода, которые значительно затрудняли ведение боевых действий, поэтому с ноября 1916 года на Салоникском фронте снова установилось позиционное затишье.

#### Румынская кампания

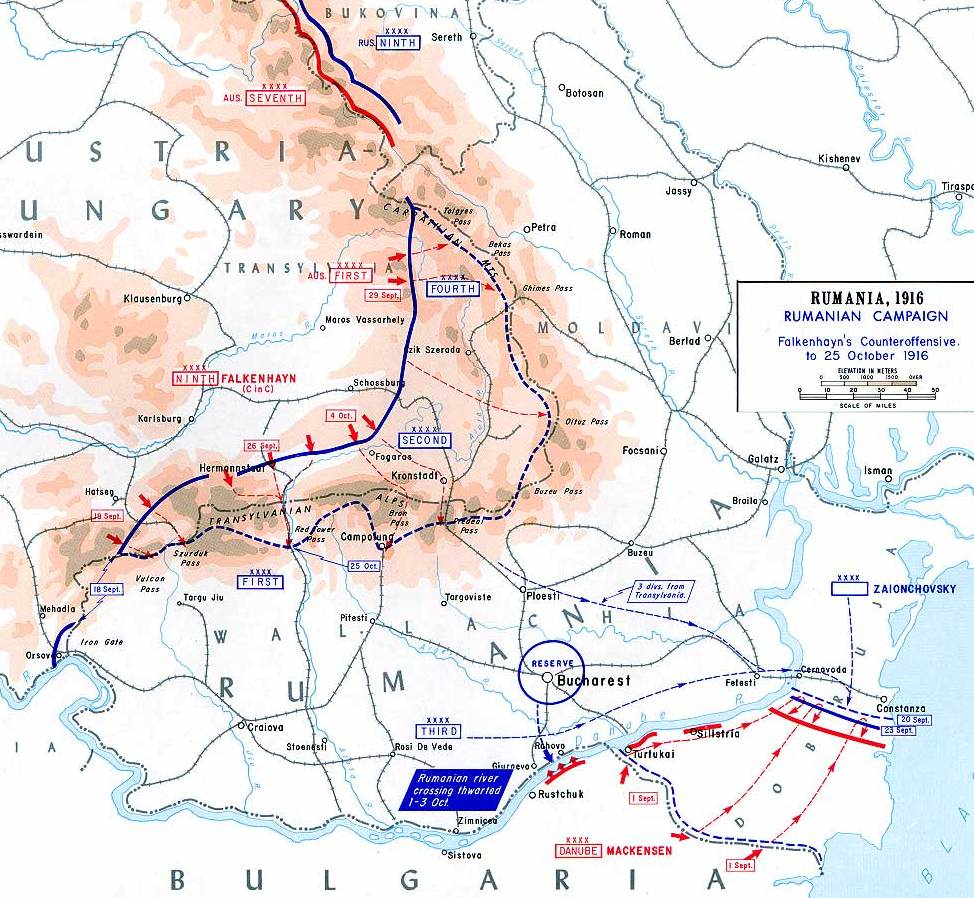
Начало румынской кампании.

27 августа после долгих колебаний на стороне Антанты в войну вступила Румыния, объявив войну Австро-Венгрии. В ответ на это страны Центрального блока объявили войну Румынии. Болгария объявила Румынии войну 1 сентября 1916 года — после Германии и Австро-Венгрии.
Сразу же после этого румынская армия начала наступление в Трансильвании против австро-венгерских войск. В ответ на это командование Центральных держав разработало план по разгрому румынской армии и оккупации Румынии. Планировался удар со стороны Болгарии, для этого была сформирована Дунайская армия под командованием германского генерал-фельдмаршала Макензена. В её состав вошли германские, болгарские и турецкие дивизии. Главной задачей Дунайской армии являлось нанесение удара по румынскими войскам в Добрудже. Помимо этого в Добрудже находилась 3-я болгарская армия. Также германские и австро-венгерские войска повели наступление из Трансильвании, приостановив наступательные действия в Румынии.
Дунайская армия перешла болгарско-румынскую границу, вторглась на территорию Румынии. Для обороны Добруджи командование Антанты выделило 15 румынских дивизий и 47-й корпус русской армии.

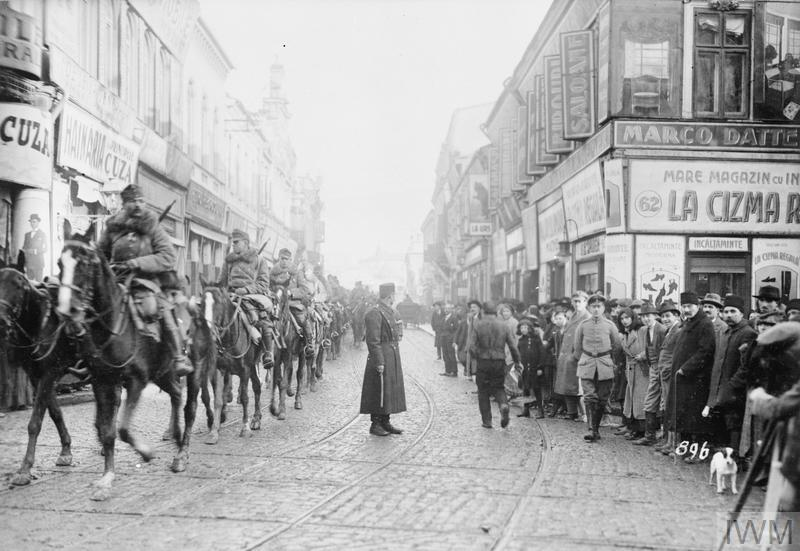
Германо-болгарские войска вступают в Бухарест. 6 декабря 1916 года

В течение первых дней наступления болгарские войска 3-й армии генерала Тошева нанесли поражение румынским войскам и овладели важной крепостью Тутракан. В ходе этих боёв румынская армия понесла значительные потери. Несмотря на поддержку со стороны русских войск, румынская армия продолжала отступать на север. 5-7 сентября части 3-й болгарской армии нанесли поражение русско-румынским войскам у Добрича. 8 сентября Дунайская армия заняла Силистрию.

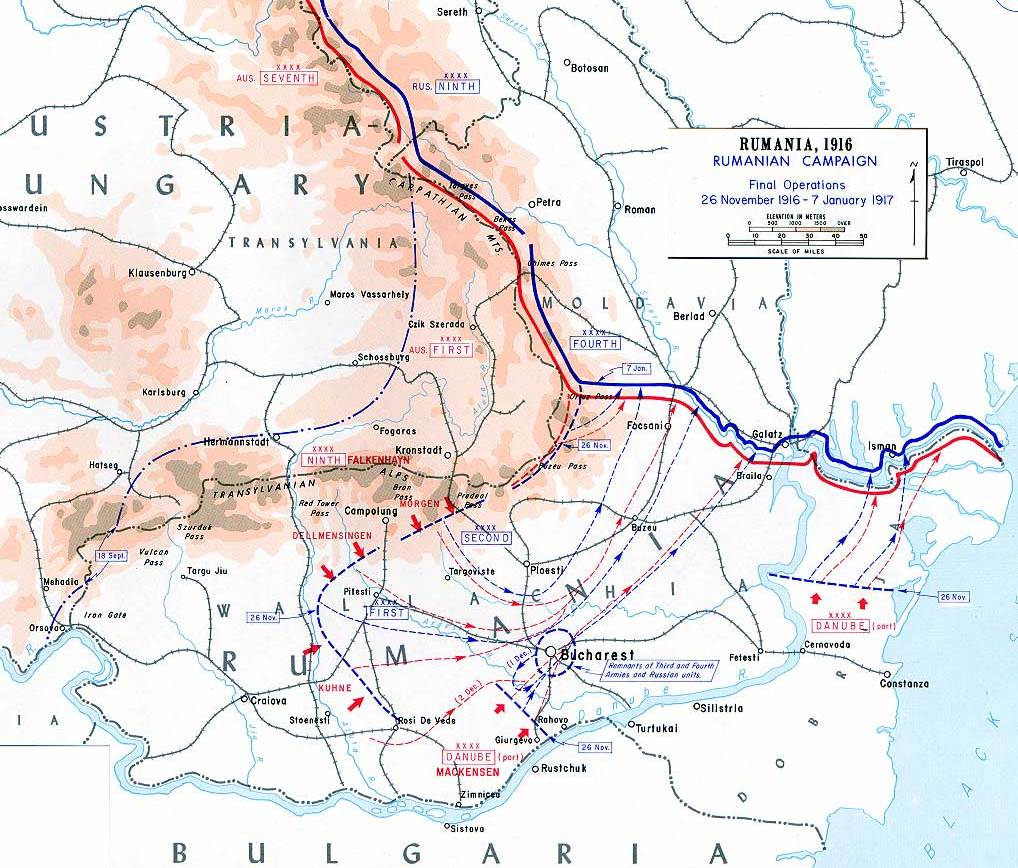
Завершение румынской кампании

После этого болгарским войскам удалось завладеть Констанцей и изолировать Бухарест с левого фланга. После этих успехов генерал Макензен начал подготовку форсирования Дуная у Бухареста с целью захвата румынской столицы.
Также успешные действия австро-германских войск в Трансильвании заставили румынские войска отступить на территорию Румынии, а позднее австро-германцы вторглись в Румынию со стороны Австро-Венгрии.
23 ноября Дунайская армия форсировала Дунай, завязались ожесточённые бои с русско-румынскими войсками, которые несколько раз чувствительно контратаковали. Однако 7 декабря германо-болгарские войска триумфально вошли в оставленный Бухарест. Остатки румынских войск отступили на север, потеряв при этом ещё 8 из 22 уцелевших дивизий.
В ходе румынской кампании румынской армии было нанесено поражение, а значительная часть территории страны оккупирована войсками Центральных держав. Болгарские войска успешными действиями в Добрудже, а также при форсировании Дуная и в других операциях обеспечили успешное проведение наступления в Румынии.

### Кампания 1917 года

#### Салоникский фронт

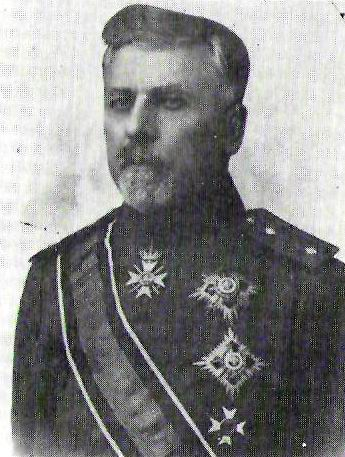
Генерал Вазов, руководитель обороны болгарской армии у озера Дойран

После успешной операции против Румынии болгарское командование могло сосредоточить всё своё внимание на Салоникском фронте. Войска Антанты пополнялись свежими подразделениями и к началу 1917 года составляли 660 000 человек.
В апреле 1917 года в войну на стороне Антанты вступили США. Несмотря на это, на протяжении всей войны США и Болгария (единственная из стран блока Центральных держав) сохраняли дипломатические отношения.
Активные боевые действия начались в апреле 1917 года. Британские войска в составе трёх дивизий попытались прорвать оборону болгарской армии у озера Дойран, где в 1916 году это не удалось англо-французским войскам. Наступление началось с мощной артподготовки, которая длилась четыре дня. 25 апреля английская пехота начала атаку на болгарские позиции. Однако после ожесточённых боёв британцы были вынуждены вернуться на исходные позиции. Затем новая атака была назначена на 8 мая, после продолжительной артподготовки англичане снова пошли в атаку, однако понеся тяжёлые потери, были вынуждены отступить. Потери британских войск составили 12 000 человек убитыми, ранеными и пленными. После этого провала союзники были вынуждены прекратить активные наступательные действия.
Болгарская армия предприняла попытку захватить пик Красная стена. 18 мая болгарская артиллерия начала обстрел позиций французских войск, которые занимали Красную стену. Затем в наступление перешли болгарские войска, которые начали штурм позиций французов на пике. Болгарским подразделениям удалось захватить пик, однако со стратегической точки зрения овладение этим пиком было чисто символическим. После этого французские войска не предпринимали попыток вернуть себе пик.
Летом 1917 года под давлением Антанты на её стороне выступила Греция, 2 июля объявив войну Центральным державам. Таким образом, силы союзников на Салоникском фронте были увеличены на 10 греческих дивизий, а тыл союзных войск на Балканах надёжно обеспечен.
После этого активные боевые действия на Салоникском фронте были завершены. Стороны не предпринимали никаких активных действий.
На румынском фронте после фактического выхода России из войны Румыния, оказавшись в тяжёлом положении, пошла на подписание перемирия со странами Центрального блока.

### Кампания 1918 года

#### Западный фронт
Известно, что в феврале 1918 года болгарские артиллеристы и их орудия были переброшены на Западный фронт, возможно, для поддержки предстоящего там весеннего наступления немецкой армии.

#### Салоникский фронт

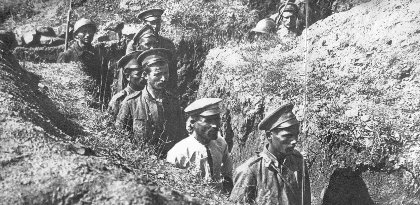
Болгарские военнопленные, взятые в плен в битве при Скра

В начале 1918 года на Салоникском фронте царило затишье, установившееся ещё со второй половины 1917 года. Болгарская армия имела на Салоникском фронте 12 дивизий, сведённых в три армии (11-я «германская», 1-я и 2-я болгарские) — всего до 400 000 человек и 1138 орудий.
Активные боевые действия возобновились в мае 1918 года, когда греческие войска (при поддержке французских) провели наступательную операцию у реки Скра. В ходе этой операции союзникам Антанты удалось захватить укреплённые позиции болгарской армии.
7 мая в Бухаресте был заключён Бухарестский мирный договор между Румынией и странами Центрального блока. По условиям договора Румыния передавала Болгарии Южную Добруджу, а государственная граница претерпела также изменения в пользу Болгарии. Таким образом в состав Болгарии вернулась территория, которая была утрачена после Второй Балканской войны, однако 11 ноября 1918 года Бухарестский договор был аннулирован, и Южная Добруджа снова вошла в состав Румынии.
Страны Антанты планировали во второй половине 1918 года провести масштабное наступление против болгарской армии с целью окончательного вывода Болгарии из войны. Антанта готовилась к крупному наступлению, наращивая силы на Салоникском фронте.
Утром 14 сентября 1918 года началась мощнейшая артиллерийская подготовка, затем в наступление перешли союзные войска (в составе которых сражались сербские, французские, греческие и британские подразделения). К 15 сентября войскам союзников удалось прорвать фронт болгарской армии на протяжении 15 километров.

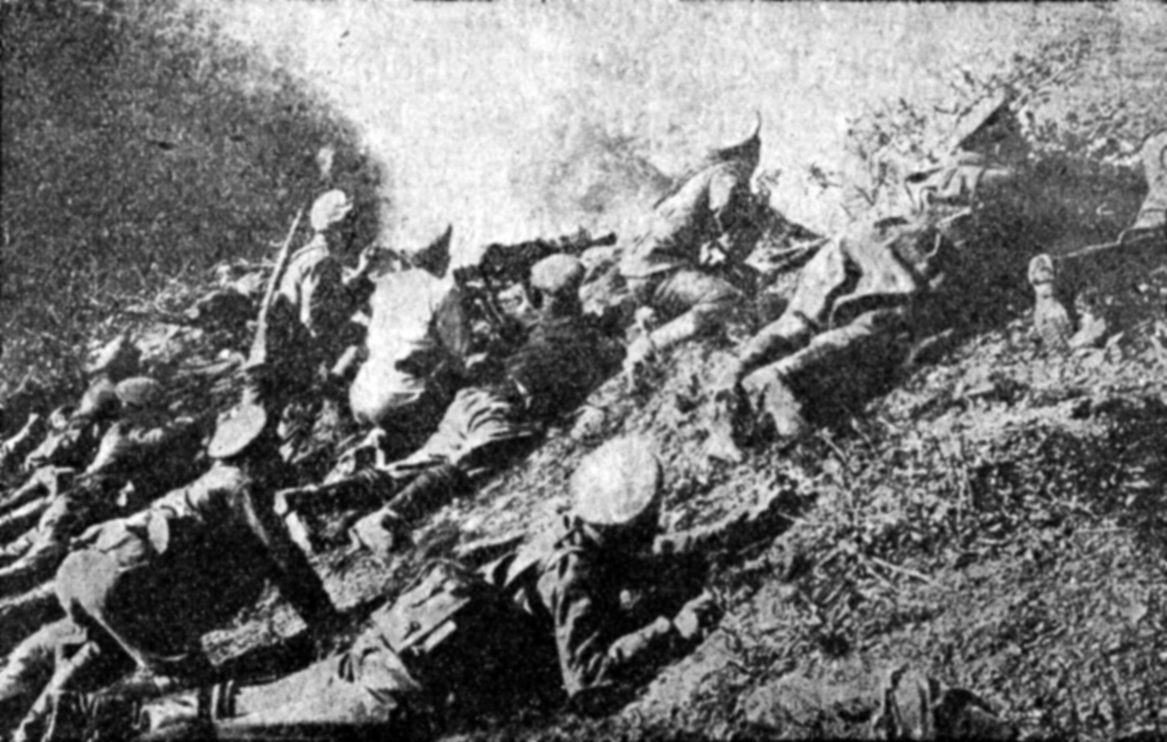
Контратака болгарских войск у горы Яребична

Однако в районе озера Дойран, где болгарские войска стойко держали оборону, союзникам не удалось добиться прорыва фронта. 6 союзных дивизий (британские и греческие) атаковали болгарские позиции, но болгары отчаянно сопротивлялись. Болгарские войска упорно сдерживали все атаки противника, так и не позволив противнику прорвать фронт, а союзники потеряли в ходе этих ожесточённых боёв около 7000 человек. Эти героические события получили в болгарской истории название «Дойранская эпопея», а руководитель обороны Дойрана генерал Вазов стал национальным героем в Болгарии.
Несмотря на это к 18 сентября фронт болгарской армии был глубоко рассечён. Союзники продолжали развивать успех, энергично наступая. 21 сентября союзные армии достигли реки Вардар, захватив болгарские позиции и нарушив тем самым связь между 11-й армией и 2-й болгарской.
Болгарская армия оказалась в тяжелейшем положении, войска были вынуждены спешно отступать, оставляя наступавшим союзным войскам различные запасы, вооружение. Отход армии принял панический характер, союзники захватили большое количество болгарских военнопленных.

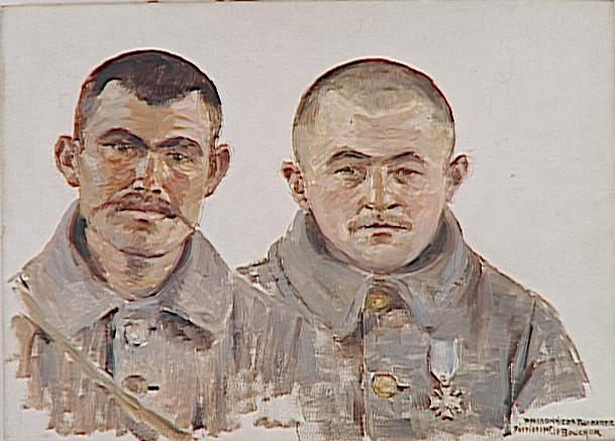
Два болгарских военнопленных

Английские дивизии захватили Струмицу и готовились к вторжению на территорию Болгарии. В это время уставшие от продолжительной и кровопролитной войны болгарские солдаты взбунтовались. Во многих частях армии начались волнения, солдаты отказывались воевать и требовали немедленного заключения мира. Ситуация и на фронте, и в тылу складывалась для Болгарии крайне неблагоприятно.

## Капитуляция Болгарии
Недовольство затяжной войной в стране росло, в тылу и на фронте всё чаще были слышны призывы к заключению мира. Среди солдат начались волнения (например, первые братания Первой мировой войны произошли на Салоникском фронте между болгарскими и русскими солдатами).
Наступление союзных войск при Добро Поле усилило в народе стремление завершить войну. Болгарское командование попыталось остановить отступление своих войск с помощью жёстких методов, однако это вызвало ещё большие волны негодования среди солдат. К 28 сентября до 30 тысяч солдат болгарской армии отказалось воевать. Часть мятежных солдат направилась на Софию, однако с помощью германской пехотной дивизии болгарскому правительству удалось остановить восставших.
Осознав катастрофическую ситуацию, Болгария заключила 29 сентября 1918 года перемирие со странами Антанты. По его условиям болгарская армия была обязана немедленно оставить все занятые территории Сербии и Греции и провести демобилизацию до трёх пехотных дивизий. Всё вооружение и боеприпасы должны были складироваться под контролем Антанты. Войска Антанты получали право свободного передвижения по территории Болгарии.
Перемирие вступило в силу с 30 сентября 1918 года. Таким образом, Болгария первой из стран Центрального блока вышла из войны.

## Последствия

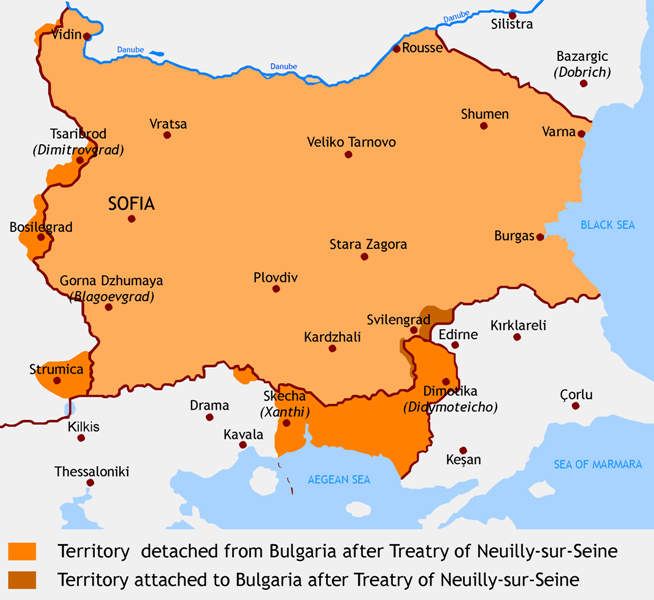
Территории, отошедшие от Болгарии по Нёйискому договору.
Тёмно-оранжевым обозначены территории, потерянные Болгарией
Коричневым обозначены территории, приобретённые Болгарией

После подписания перемирия царь Болгарии Фердинанд I отрёкся от престола и бежал из страны.
Войска Антанты вступили на территорию Болгарии. Часть союзных дивизий через Болгарию направились в Румынию, чтобы побудить её снова выступить на стороне Антанты. Болгарские порты открылись для судов союзных и нейтральных стран. Болгария была оккупирована странами Антанты — на её территории были размещены 8 французских, 6 английских, 5 сербских, 1 итальянская и 7 греческих дивизий.
Точные данные о потерях вооружённых сил Болгарии неизвестны и колеблются в довольно широких пределах.По одним данным потери болгарской стороны составили 75 844 погибших и умерших от ран, 152 390 раненых и около 25 000 умерших по небоевым причинам. По другим данным, в болгарской армии 48 917 человек было убито, 13 198 умерли от ран и таким образом потери Болгарии составили около 62 000 человек погибшими.
Болгарии не удалось вернуть территории, утраченные после Второй Балканской войны, и более того, после поражения она потеряла часть своей собственной. В стране зародились идеи реваншизма, из-за которых Болгария впоследствии выступила на стороне стран Оси во Второй мировой войне.
Мирный договор между странами Антанты и Болгарией был подписан 27 ноября 1919 года в пригороде Парижа Нёйи-сюр-Сен. По его условиям Болгария теряла около 11 000 квадратных километров. К недавно созданному Королевству сербов, хорватов и словенцев отошли четыре приграничных округа с городами Цариброд, Струмица и др. Южная Добруджа вернулась в состав Румынии. Западная Фракия передавалась Греции, в результате чего Болгария потеряла выход к Эгейскому морю.
Численность армии ограничивалась договором в 20 тыс. солдат, военно-морской флот был сокращён до 10 кораблей. Болгарии запрещалось иметь авиацию и тяжёлое вооружение. Помимо этого на Болгарию возлагалась выплата контрибуций. В течение 37 лет Болгария должна была выплатить союзникам 2,25 млрд золотых франков. Кроме того, Болгария была обязана передать в возмещение ущерба большое количество материальных, продовольственных и других запасов Югославии и Греции.